# Chlorid arsenitý
Chlorid arsenitý je anorganická sloučenina se vzorcem AsCl3, též označovaná jako „arsenové máslo“. Jedná se o toxickou olejovitou bezbarvou kapalinu, která však při nižší čistotě může být i žlutá. Je meziproduktem při výrobě organických sloučenin arsenu.

## Struktura
AsCl3 má pyramidovou molekulu se symetrií C3v. Vazba As-Cl má délku 2,161 Å a úhel Cl-As-Cl je 98°25’±30. Chlorid arsenitý má čtyři normální módy vibrace: ν1(A1) 416, ν2(A1) 192, ν3 393 a ν4(E) 152 cm−1. Vazby v AsCl3 jsou převážně kovalentní, což vysvětluje nízkou teplotu tání.

## Příprava
Chlorid arsenitý se připravuje reakcí oxidu arsenitého s chlorovodíkem s následnou destilací:
As2O3 + 6 HCl → 2 AsCl3 + 3 H2O
Lze ho připravovat také chlorací arsenu při 80–85 °C, ale k této metodě je potřeba elementární arsen.
2 As + 3 Cl2 → 2 AsCl3
Další možností je příprava reakcí oxidu arsenitého s dichlordisulfanem. Je k tomu potřeba jednoduchý přístroj a proces je účinný:
2 As2O3 + 6 S2Cl2 → 4 AsCl3 + 3 SO2 + 9 S

## Reakce
Chlorid arsenitý s vodou hydrolyzuje na kyseliny arsenitou a chlorovodíkovou:
AsCl3 + 3 H2O → As(OH)3 + 3 HCl
Přestože je AsCl3 méně citlivý na vlhkost než PCl3, stejně na vlhkém vzduchu dýmá.
AsCl3 při působení As2O3 podléhá redistribuci za vzniku anorganického polymeru AsOCl. Se zdroji chloru tvoří AsCl3 soli obsahující aniont [AsCl4]–. Reakcí s bromidem nebo jodidem draselným vzniká bromid, resp. jodid arsenitý.
Chlorid arsenitý je užitečný v organické chemii, například trifenylarsan vzniká z AsCl3 takto:
AsCl3 + 6 Na + 3 C6H5Cl → As(C6H5)3 + 6 NaCl

## Bezpečnost
Sloučeniny arsenu jsou obecně velmi toxické. Pro AsCl3 to platí obzvlášť, protože je těkavý a dobře rozpustný.